# SpaceSpeakers Group
SpaceSpeakers Group, JSC là công ty giải trí tại Việt Nam được thành lập vào năm 2011.
Hoạt động chính của SpaceSpeakers Group bao gồm sản xuất, phát hành các sản phẩm âm nhạc mang dấu ấn riêng của SpaceSpeakers. Bên cạnh đó, SpaceSpeakers Group còn đào tạo, dẫn dắt các tài năng âm nhạc trẻ đi theo con đường chuyên nghiệp, trở thành thế hệ kế cận cho nền âm nhạc Việt Nam.

## Lịch sử
SpaceSpeakers Group JSC được thành lập vào tháng 5 năm 2020. Gồm các thành viên Touliver, SOOBIN, Rhymastic, Binz, SlimV, TINLE. Trụ sở công ty đặt tại TP. Hồ Chí Minh.
Sản phẩm đầu tiên đánh dấu sự thành lập của SpaceSpeakers Group là đĩa đơn "Giàu Sang" của Rhymastic phát hành tháng 6 năm 2020.

## Nghệ sĩ
- Những nghệ sĩ trực thuộc SpaceSpeakers Label:
  - Kriss Ngô (nhạc sĩ, nhà sản xuất)
  - MASTAL (nhạc sĩ, nhà sản xuất)

Logo của SpaceSpeakers từ năm 2019.

- Touliver (người sáng lập, nhạc sĩ, nhà sản xuất)[2][3][4]
- SOOBIN (ca sĩ, nhạc sĩ, nhà sản xuất)
- JustaTee (ca sĩ, nhạc sĩ, nhà sản xuất)
- Rhymastic (rapper, ca sĩ, nhạc sĩ, nhà sản xuất)
- Binz (rapper, ca sĩ, nhạc sĩ)
- Kimmese (Rapper, ca sĩ)
- SlimV (nhạc sĩ, nhà sản xuất)
- Triple D (rapper, nhạc sĩ, nhà sản xuất)
- Cường Seven (Ca sĩ, nhạc sĩ, diễn viên)
- Kiên Ứng (Đạo diễn, Đạo diễn hình ảnh)
- APJ (Rapper, nhạc sĩ)

## Đã phát hành
Danh sách này không đầy đủ, bạn cũng có thể giúp mở rộng danh sách.

### EP[5]
| Tên        | Nghệ sĩ | Năm  |
| ---------- | ------- | ---- |
| The Playah | Soobin  | 2020 |

### Đĩa đơn nhạc số
| Tên                      | Nghệ sĩ                                      | Năm  |
| ------------------------ | -------------------------------------------- | ---- |
| Vì Một Việt Nam          | Touliver, SOOBIN, Rhymastic                  | 2020 |
| OK                       | Binz                                         | 2020 |
| Nụ Cười                  | Rhymastic                                    | 2020 |
| Cảm Ơn Bạn               | Rhymastic (ft. Hoàng Thùy Linh)              | 2020 |
| Giàu Sang                | Rhymastic                                    | 2020 |
| Bigcityboy               | Binz x Touliver                              | 2020 |
| In Da Morning            | Touliver                                     | 2020 |
| Nơi Em Là Bình Yên       | Rhymastic, Binz (ft. Tóc Tiên)               | 2020 |
| Haus Of Dust             | Touliver (ft. Dustee)                        | 2020 |
| Cứ Chill Thôi            | Rhymastic (ft. Chillies, Suni Hạ Linh)       | 2020 |
| Cho Mình Em              | Binz (ft. Đen Vâu)                           | 2020 |
| Live It Your Way         | Binz (ft. Miu Lê)                            | 2020 |
| Love Note                | Binz (ft. Min)                               | 2020 |
| 021                      | Binz - Touliver                              | 2020 |
| TOGETHER                 | Binz                                         | 2020 |
| Let Victory Make History | Rhymastic (ft. GDucky)                       | 2020 |
| Tượng                    | YC                                           | 2020 |
| Cả Ngàn Lời Chúc         | Rhymastic (ft. Suboi)                        | 2021 |
| Túi Ba Gang              | Rhymastic (ft. Phương Ly)                    | 2021 |
| Freaky Squad             | Touliver - Binz - Rhymastic - SOOBIN         | 2021 |
| DON'T BREAK MY HEART     | Binz                                         | 2022 |
| Nhanh Lên Nhé!           | Touliver - Soobin - Binz - Rhymastic - SlimV | 2022 |
| LUẬT RỪNG                | Binz - Rhymastic - 16 Typh - Gonzo - TINLE   | 2022 |
| Hit Me Up                | Binz (rapper) (ft. Nomovodka)                | 2023 |
| Tiến tới ước mơ          | Soobin - Rhymastic - SlimV                   | 2024 |

## SpaceSpeakers Foundation
SpaceSpeakers Foundation là quỹ thiện nguyện tập trung vào giáo dục và môi trường được thành lập bởi SpaceSpeakers.
Tháng 11 năm 2020, SpaceSpeakers tổ chức hai đêm diễn "We're By Your Side" tại Hà Nội và Tp. Hồ Chí Minh và gây quỹ được 2,5 tỷ đồng từ doanh thu và đóng góp của các nghệ sĩ. Số tiền này được SpaceSpeakers Group uỷ thác cho Thiện Nguyện An Phúc để thực hiện các hoạt động trồng rừng và tái thiết cơ sở vật chất giáo dục tại miền Trung Việt Nam sau hàng loạt các đợt thiên tai liên tiếp

## Các show diễn

### DoubleB Tour
- Hà Nội (5.12.2020)
- Hồ Chí Minh (10.12.2020)
- Đà Nẵng (17.12.2020)

### KOSMIK Live Concert
- Hồ Chí Minh (22.11.2022)